# Ioan Skylitzes

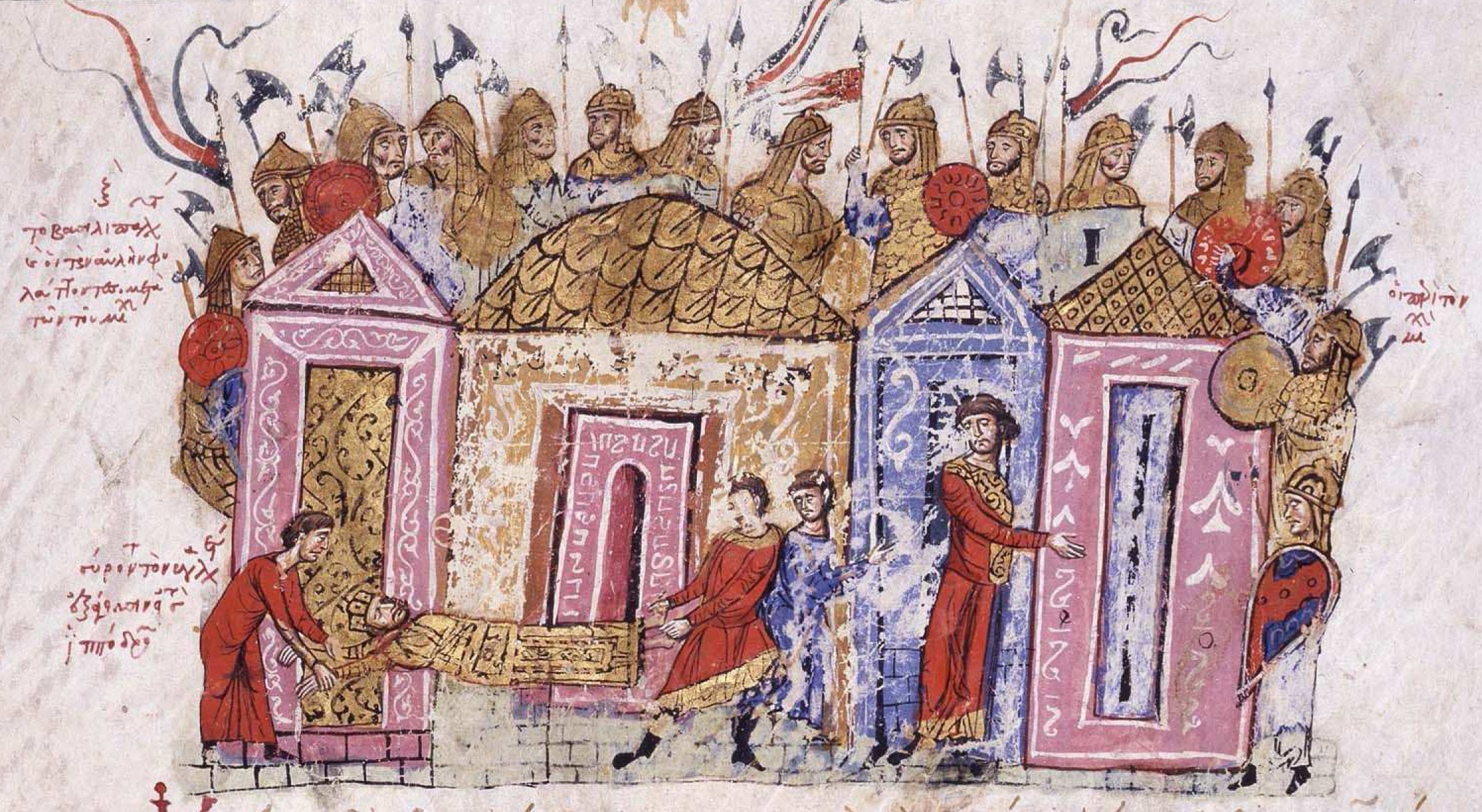
Garda varegă din Bizanț, așa cum apare reprezentată în manuscrisul din secolul al XI-lea al cronicii lui Skylitzes.

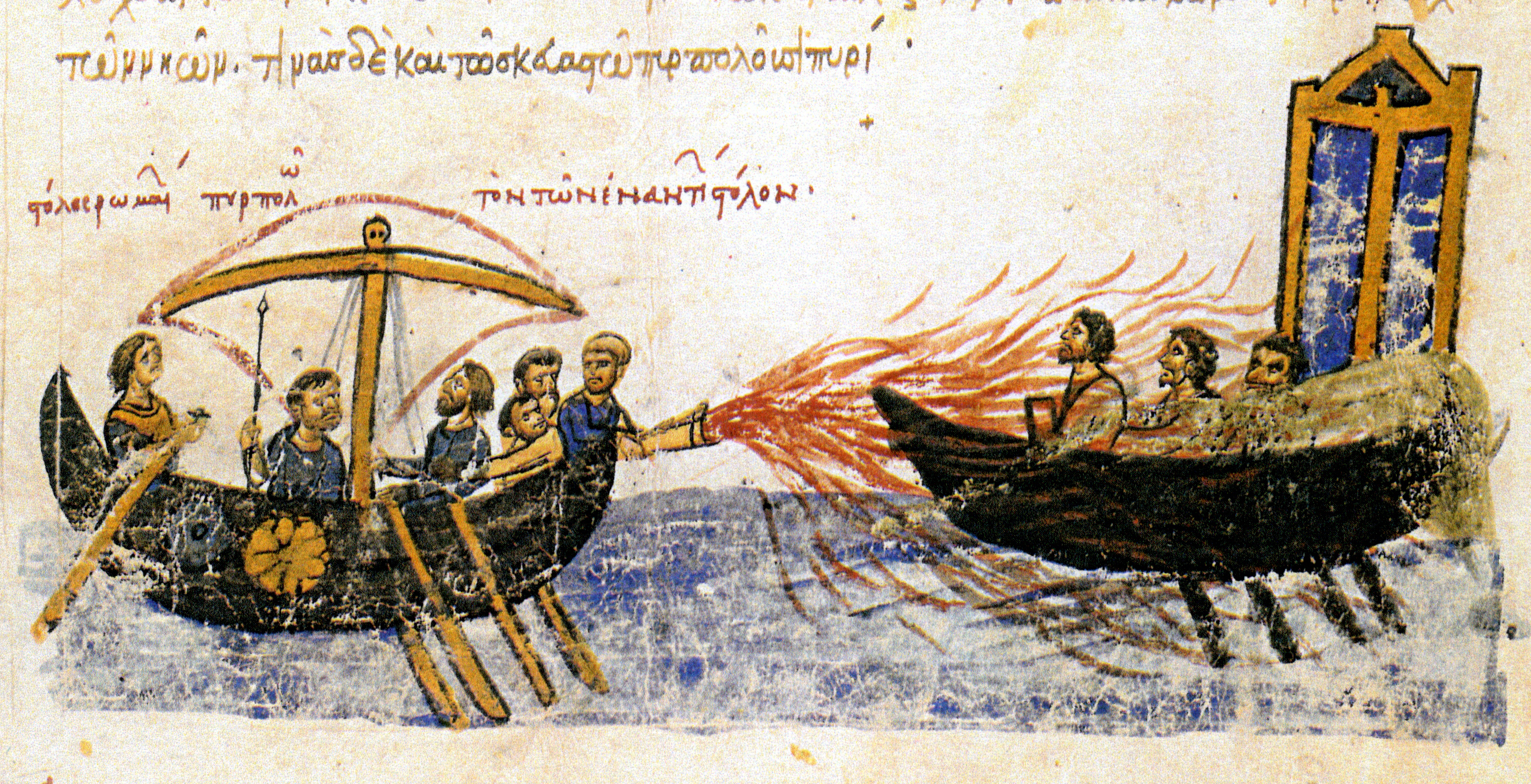
Focul grecesc, înfățișat în cronica lui Skylitzes din manuscrisul de la Madrid

Ioan Skylitzes sau Skilițes (în latină Ioannes Scylitzes, în greacă Ἰωάννης Σκυλίτζης sau Σκυλλίτζης/Σκυλίτσης, transliterat: Iōannēs Skylitzēs/Skyllitzēs/Skylitsēs) a fost un cronicar bizantin din a doua jumătate a secolului al XI-lea.

## Viața
Ioan Skilițes s-a născut la începutul anilor '40 ai secolului al XI-lea și a murit după 1101.
Despre viața sa se cunosc foarte puține date. Titlul operei sale îl menționează ca fiind kuropalatēs și fost drungarios de Vigla, pentru care motiv este de obicei identificat cu un anume Ioan Thrakesios.
Lucrarea sa majoră este intitulată Synopsis de Istorii (în limba greacă: Σύνοψις Ἱστοριῶν), acoperind perioada domniilor împăraților bizantini de la moartea lui Nicefor I Genikos din 811 până la depunerea lui Mihail al VI-lea Bringas în 1057; ea vine să continue cronica lui Teofan Mărturisitorul.
Există și o continuare a cronicii lui Skilitzes, cunoscută ca Scylitzes Continuatus, care cuprinde anii 1057 – 1079, în legătură cu care există ipoteza că ar aparține tot lui Skylitzes.